# Дельсаль, Пётр Алексеевич
Пётр Алексе́евич Дельса́ль (1861—1930, Югославия) — русский генерал-лейтенант, начальник Гвардейской стрелковой дивизии.

## Биография
Родился 11 (23) июня 1861 года. Отец — генерал Алексей Петрович Дельсаль. Младший брат Сергей — офицер Преображенского полка.
В 1881 году окончил Пажеский корпус, был выпущен из камер-пажей в прапорщики лейб-гвардии Преображенского полка.
Чины: подпоручик (1884), поручик (1885), штабс-капитан (1891), капитан (1895), полковник (1901), флигель-адъютант (1906), генерал-майор (за отличие, 1906), генерал-майор Свиты (1911), генерал-лейтенант (1914).
Командовал ротой и батальоном Преображенского полка, затем 2-м лейб-гвардии стрелковым Царскосельским полком (1905—1913), 2-й бригадой 2-й Гвардейской пехотной дивизии (1913).

В Первую мировую войну командовал Гвардейской стрелковой дивизией (1913—1917), был награждён орденом Святого Георгия (1914) и Георгиевским оружием
За то, что взял частями вверенной ему бригады в Ивангородской операции м. Полична. Взятие м. Полична, угрожая флангу и тылу противника, имело решающее значение для Ивангородской операции.
После Октябрьской революции эмигрировал в Югославию, где скончался в 1930 году.

## Награды
- Орден Святого Станислава 2-й ст. (1899)
- Орден Святой Анны 2-й ст. (1903)
- Орден Святого Владимира 3-й ст. (1906)
- Орден Святого Станислава 1-й ст. (1909)
- Орден Святой Анны 1-й ст. (1913)
- Орден Святого Георгия 4-й ст. (ВП 24.10.1914)
- Георгиевское оружие (ВП 09.03.1915)

## Семья
Жена: Евгения Александровна, имел детей.